# Пятница, Роман Анатольевич
Роман Анатольевич Пятница (13 мая 1996, Улан-Удэ — 19 июня 2025) российский кикбоксёр и тренер, 2-х кратный чемпион России, бронзовый призёр чемпионата Европы, чемпион Кубка России и Мира по кикбоксингу. Мастер спорта России по кикбоксингу.

## Биография
Родился 13 мая 1996 года в российском городе Улан-Удэ. Окончил РГУФКСМИТ по специальности физическая культура, кафедра бокса и кикбоксинга (2014–2018), бакалавр. 
Начинал спортивную карьеру с детских и юношеских чемпионатов. В 2016 году стал бронзовым призёром Чемпионата Европы по кикбоксингу. В этом же 2016 году получил золотую медаль за первое место на Кубке России по кикбоксингу. В 2016–2017 годах становился чемпионом России по кикбоксингу. В 2017 году выиграл золото на Кубке Мира по кикбоксингу. В 2017 году принимал участие во Всемирных играх боевых искусств, чемпион спортивной лиги Prestige Fights (2016).
Скончался 19 июня 2025 года на 30-м году жизни. О его смерти сообщила супруга, также данную информацию подтвердила Федерация кикбоксинга России.

## Спортивные достижения
- 2016 — Чемпионат Европы по кикбоксингу[3].
- 2016 — Кубок России по кикбоксингу[3].
- 2016, 2017 — Чемпионат России по кикбоксингу, К-1[1][3].
- 2017 — Кубок Мира по кикбоксингу[3].

### Спортивные звания
- Мастер спорта России по кикбоксингу.
- Кандидат в мастера спорта России по боксу.

## Интересные факты
- Федерация бокса России указала дату рождения 13 мая 1996 года[4], но после смерти спортсмена, почти все крупные СМИ указали смерть в возрасте 26 лет[5].